# Keynes-Gesellschaft
Die Keynes-Gesellschaft ist ein deutscher gemeinnütziger Verein, der die Diskussion und Verbreitung der wirtschaftswissenschaftlichen Erkenntnisse von John Maynard Keynes sowie die darauf aufbauenden Theorien fördert. Der Verein veranstaltet jährlich wissenschaftliche Tagungen und vergibt in unregelmäßigen Abständen drei mit 500 bis 1000 Euro dotierte Preise für Wirtschaftspublizistik, wissenschaftliche Publizistik und Nachwuchsförderung.

## Geschichte
Die Keynes-Gesellschaft wurde am 3. Dezember 2003 von dreizehn Professoren der Volkswirtschaftslehre gegründet und ist seit dem 5. April 2004 ein eingetragener Verein. Das Finanzamt Berlin hat ihr die Gemeinnützigkeit zuerkannt. Gründungsvorsitzender war bis 2013 Jürgen Kromphardt.
Die weiteren Gründungsmitglieder waren: Ingo Barens, Volker Caspari, Harald Hagemann, Gustav Horn, Peter Kalmbach, Heiko Körner, Hagen Krämer, Hans-Jürgen Krupp, Hajo Riese, Heinz-Peter Spahn, Hans-Michael Trautwein und Gert G. Wagner. Wolfgang Roth war langjähriges Mitglied.
Von 2013 bis 2019 war Harald Hagemann Vorsitzender, der seitdem – wie seit 2013 Jürgen Kromphardt – Ehrenvorsitzender ist. Von 2019 bis 2025 war Gustav Horn Vorsitzender. Im März 2025 wurde Hagen Krämer zum Vorsitzenden der Keynes-Gesellschaft gewählt. Im Vorstand sind außerdem Jochen Hartwig (stellvertretender Vorsitzender und Schatzmeister) sowie als weitere stellvertretende Vorsitzende und Mitglieder des Vorstands Christian Proaño und Katja Rietzler.
Die Zahl der Mitglieder ist auf über 180 angestiegen.

## Tätigkeit
Die Keynes-Gesellschaft hält Informationen über Keynes und seine Theorien insbesondere für die nachwachsenden Studentengenerationen für dringend notwendig, weil in Zeitungen, in Lehrbüchern und in der Lehre an vielen – vor allem deutschsprachigen – Universitäten die keynesianische Ökonomie und die Theorie von Keynes nur sehr stiefmütterlich behandelt und häufig verwässert oder verfälscht dargestellt werden. Sie werde häufig fälschlicherweise als eine spezielle Theorie dargestellt, die nur für tiefe Depressionen oder nur in der sehr kurzen Frist gültig sei. Daher sei die Theorie von Keynes inzwischen keineswegs jedem Absolventen einer wirtschaftswissenschaftlichen Fakultät vertraut.
Aus diesen Gründen will die Keynes-Gesellschaft allen Interessierten über das Internet einen Zugang zu Keynes eröffnen, damit sie sich selbst ein Urteil bilden können. Ihr wichtigstes Instrument dafür ist ihr Informationsangebot im Internet. Darüber hinaus veranstaltet die Gesellschaft wissenschaftliche Tagungen und vergibt Preise für wirtschaftswissenschaftliche Forschungsarbeiten sowie für Wirtschaftspublizistik. Außerdem hat die Gesellschaft den Anspruch, die Schwachstellen des keynesianischen Theoriegebäudes zu bearbeiten.

### Internet-Präsenz
Auf ihrer Website macht die Keynes-Gesellschaft unter anderem auf aktuell erschienene Publikationen zu den Themen Keynesianismus und Volkswirtschaftslehre aufmerksam. Es werden dort auch ausgewählte Beiträge aus den Tagungsbänden kostenlos zum Download zur Verfügung gestellt.
Sie informiert dort auch über Leben und Werk von Keynes sowie ausführlich über sein Hauptwerk von 1936 General Theory of Employment, Interest and Money. Ferner referiert sie dort über Neoklassische Kritik und Gegenkritik, über die Monetaristische Gegenrevolution sowie Weiterentwicklungen des Keynesianismus und aktuelle wirtschaftspolitische Auseinandersetzungen.

### Schriften
Folgende Schriften der Keynes-Gesellschaft sind von 2009 bis 2021 im Metropolis-Verlag erschienen.
- Hagen Krämer, Johannes Schmidt (Hrsg.): Wirtschaftspolitische Beratung in der Krise, Band 15, Metropolis, Februar 2021, ISBN 978-3-7316-1456-2.
- Sebastian Dullien, Harald Hagemann, Heike Joebges, Camille Logeay, Katja Rietzler (Hrsg.): Makroökonomie im Dienste der Menschen: Festschrift für Gustav A. Horn. Band 14, Metropolis, November 2019, ISBN 978-3-7316-1406-7.
- Hermann Adam, Harald Hagemann, Jürgen Kromphardt (Hrsg.): Keynes und das internationale Währungs- und Finanzsystem. Band 13, Metropolis, Dezember 2019, ISBN 978-3-7316-1407-4.
- Harald Hagemann, Jürgen Kromphardt, Bedia Sahin (Hrsg.): Arbeit und Beschäftigung – Keynes und Marx. Band 12, Metropolis, Januar 2019, ISBN 978-3-7316-1360-2.
- Harald Hagemann, Jürgen Kromphardt, Markus Marterbauer (Hrsg.): Keynes, Geld und Finanzen. Band 11, Metropolis, Dezember 2017, ISBN 978-3-7316-1305-3.
- Harald Hagemann, Jürgen Kromphardt (Hrsg.): Die Krise der europäischen Integration aus keynesianischer Sicht. Band 10, Metropolis, Februar 2017, ISBN 978-3-7316-1237-7.
- Harald Hagemann, Jürgen Kromphardt (Hrsg.): Keynes, Schumpeter und die Zukunft der entwickelten kapitalistischen Volkswirtschaften. Band 9, Metropolis, Februar 2016, ISBN 978-3-7316-1170-7.
- Harald Hagemann, Jürgen Kromphardt (Hrsg.): Für eine bessere gesamteuropäische Wirtschaftspolitik. Band 8, Metropolis, Januar 2015, ISBN 978-3-7316-1121-9.
- Jürgen Kromphardt (Hrsg.): Weiterentwicklung der Keynes'schen Theorie und empirische Analysen. Band 7, Metropolis, November 2013, ISBN 978-3-7316-1041-0.
- Jürgen Kromphardt (Hrsg.): Zur aktuellen Finanz-, Wirtschafts- und Schuldenkrise. Band 6, Metropolis, Dezember 2012, ISBN 978-3-89518-973-9.
- Jürgen Kromphardt (Hrsg.): Keynes General Theory nach 75 Jahren. Band 5, Metropolis, Dezember 2011, ISBN 978-3-89518-887-9.
- Fritz Helmedag, Jürgen Kromphardt (Hrsg.): Nachhaltige Wege aus der Finanz- und Wirtschaftskrise. Band 4, Metropolis, Februar 2011, ISBN 978-3-89518-855-8.
- Günther Chaloupek, Jürgen Kromphardt (Hrsg.): Finanzkrise und Divergenzen in der Wirtschaftsentwicklung als Herausforderung für die Europäische Währungsunion. Band 3, Metropolis, Dezember 2009, ISBN 978-3-89518-773-5.
- Jürgen Kromphardt, Heinz Peter Spahn (Hrsg.): Die aktuelle Währungsunordnung: Analysen und Reformvorschläge. Band 2, Metropolis, Februar 2009, ISBN 978-3-89518-722-3.
- Harald Hagemann, Gustav Horn, Hans-Jürgen Krupp (Hrsg.): Aus gesamtwirtschaftlicher Sicht: Festschrift für Jürgen Kromphardt. Band 1, Metropolis, 2. Auflage Dezember 2009, ISBN 978-3-89518-714-8

### Tagungen
Seit 2006 hält die Keynes-Gesellschaft jährlich eine Tagung ab. Die dabei gehaltenen wissenschaftlichen Vorträge wurden bis einschließlich 2021 in Tagungsbänden veröffentlicht. Seitdem werden ausgewählte Beiträge auf der Webseite der Keynes-Gesellschaft veröffentlicht.
Am 17. und 18. Februar 2020 fand die Jahrestagung in Karlsruhe statt. Das Rahmenthema lautete: Wirtschaftspolitische Beratung in Deutschland – besteht Reformbedarf? Der im Jahr 2021 veröffentlichte 15. Tagungsband enthält Beiträge zu wirtschaftswissenschaftlichen und politischen Themen unter anderem von Achim Truger, Carl Christian von Weizsäcker, Peter Spahn, Christian R. Proaño und Eckhard Hein.
Vom 10. bis 11. März 2025 fand die Jahrestagung an der Technischen Universität Chemnitz zum Rahmenthema Keynesianismus in Zeiten geopolitischer Konflikte statt. 

### Preise der Keynes-Gesellschaft und Preisträger
Anlässlich des 125. Geburtstags von John Maynard Keynes im Jahre 2008 hat die Mitgliederversammlung der Keynes-Gesellschaft beschlossen, drei Preise zu stiften und auszuschreiben, die jährlich vergeben werden können: 1) Preis für Wirtschaftspublizistik, 2) Preis für einen wissenschaftlichen Beitrag, 3) Preis zu Nachwuchsförderung. Durch die Preise sollen Beiträge ausgezeichnet werden, in denen die Theorie von Keynes in besonders gelungener Weise präsentiert, interpretiert und, weiterentwickelt bzw. keynesianische Argumente in die wirtschaftspolitische Diskussion eingebracht und gewürdigt werden.
Die bisherigen Preisträger sind:

#### 1) Preis für Wirtschaftspublizistik
- 2010: Robert von Heusinger für seine Beiträge in der Frankfurter Rundschau.
- 2011: Mark Schieritz, Redakteur bei der „ZEIT“.
- 2012: Thomas Fricke für seine Beiträge und sein Wirken in der „Financial Times Deutschland“
- 2013: Wolfgang Uchatius für seine Beiträge in der „ZEIT“
- 2014: Norbert Häring für seine Beiträge im „Handelsblatt“
- 2015: Ulrike Herrmann für ihre Beiträge in der „taz“
- 2016: Wolfgang Münchau für seine Beiträge in der Financial Times, bei SPIEGEL online und Eurointelligence
- 2017: Harald Schumann für seine Beiträge im Tagesspiegel und für Investigate Europe
- 2018: Robert Misik[16]
- 2020: Philipp Stachelsky, Herausgeber des Makronom Magazins
- 2021: keine Preisvergabe
- 2022: Cerstin Gammelin für ihre Beiträge zur Makroökonomie
- 2023: Adam Tooze für seinen Beitrag „The Gatekeeper“ in der „London Review of Books“
- 2024: Tilo Jung für seine Interviews im Format „Jung & Naiv“
- 2025: keine Preisvergabe

#### 2) Preis für einen wissenschaftlichen Beitrag
- 2010: Toralf Pusch für sein Buch Policy Games. Die Interaktion von Lohn-, Geld- und Fiskalpolitik im Lichte der kooperativen Spieltheorie, das 2009 im Lit-Verlag als Taschenbuch erschienen ist. ISBN 978-3-643-90005-0
- 2013: Erik Klär für seine 2013 im Metropolis-Verlag erschienene Dissertation Kapitalakkumulation, Gesamtnachfrage, Arbeitsmarktinstitutionen und Beschäftigung in pfadabhängigen Volkswirtschaften – Neue neoklassische Synthese und postkeynesianische Kritik[17] ISBN 978-3-7316-1011-3
- 2015: Fabian Lindner für seinen Essay Did Scarce Global Savings Finance the US Real Estate Bubble? The „Global Saving Glut“ thesis from a Stock Flow Consistent Perspective.
- 2020: Stephan Schulmeister für sein Buch Der Weg zur Prosperität[18]
- 2021: Philipp Heimberger, Jakob Huber und Jakob Kapeller für The power of economic models: The case of the EU’s fiscal regulation framework.
- 2022: keine Preisvergabe
- 2023: Isabella M. Weber für How China Escaped Shock Therapy
- 2024: Miriam Rehm, Vera Huwe, Katharina Bohnenberger (Universität Duisburg-Essen) für Klimasoziale Transformation: Klimaschutz und Ungleichheitsreduktion wirken Hand in Hand.
- 2025 Hagen Krämer (Hochschule Karlsruhe), Christan Proaño (Universität Bamberg) und Mark Setterfield (New School for Social Research, New York) für ihr bei Edward Elgar erschienenes Buch Capitalism, Inclusive Growth, and Social Protection: Inherent Contradiction or Achievable Vision?[19]

#### 3) Preis zur Nachwuchsförderung
- 2013: Felix Becher (Technische Universität Darmstadt) für seine Diplomarbeit „TARGET2 – Selbstzerstörung oder Wahrnehmungsstörung? Die Debatte um das europäische Zahlungsverkehrssystem“
- 2015: Christoph Paetz (Hochschule für Wirtschaft und Recht Berlin) für seine Masterarbeit „The Swiss Debt Brake after one Decade: A Critical Appraisal“
- 2018: Kai Dietrich (Hochschule Karlsruhe) für seine Bachelorarbeit „Expansionary Austerity. Theoretischer Hintergrund und praktische Erfahrungen in der EWU-Krise nach 2010“[20]
- 2020: Michael Neuner (Otto-Friedrich-Universität Bamberg) für seine Masterarbeit über die antizyklische Eigenkapitalquote im Rahmen von Basel III[21]
- 2021: Birte Strunk (Wirtschaftsuniversität Wien) für ihre Masterarbeit „Of climate and work: Labor market dynamics in Ecological Macroeconomics“
- 2022: Sara Feiner Solís (Hochschule für Wirtschaft und Recht Berlin) für „The Effectiveness and Risks of Loose Monetary Policy in Financialised Economies“
- 2023: Ryan Woodgate (Forward College) für seine Dissertation „The Macroeconmics of Offshoring and Intergouvernamental Policy Competition: Post-Keynesian Analysis of Key Aspects of Neoliberal Globalization“[22]
- 2024: Maria Schiefeling (HWR Berlin) für ihre Masterarbeit: „Bilateral Swap Lines to the Periphery: Growth and Dependence in the Light of Balance-of-Payments Constraints and Financial Subordination“[23]
- 2025: Sven Schnellbacher (Hochschule Karlsruhe) für seine an der Otto‐Friedrich‐Universität Bamberg abgelegte Dissertation „Essays on Macroeconomics and Finance“.[24]

## Rezeption
Die Konrad-Adenauer-Stiftung führt in ihrem Lexikon Soziale Marktwirtschaft zum Stichwort Keynesianismus an: „Wollten einige schon die Seiten mit Keynes aus den Lehrbüchern herausreißen, so ist Keynesianismus seit der Banken- und Finanzkrise wieder relevant. In Deutschland gibt es eine Keynes-Gesellschaft, die interessante weitere Forschung betreibt.“
Im Oktober 2009 veranstalteten die Universität Hohenheim, die Hochschule Karlsruhe – Technik und Wirtschaft eine gemeinsame Tagung ihres
Arbeitskreises Politische Ökonomie mit der Keynes-Gesellschaft, weil sich „selbst Experten, die bis vor kurzem jegliche Elemente einer keynesianischen Wirtschaftspolitik ablehnten, ( ... ) plötzlich wieder auf Konzeptionen des britischen Ökonomen“ beziehen, um unter anderen Fragen zu diskutieren, was „die Lehren von Keynes zur Erklärung und Bekämpfung der gegenwärtigen Wirtschaftskrise beitragen“ können und welche Erweiterungen und Anpassungen der keynesianischen Theorie im Lichte der jüngsten Entwicklungen notwendig seien. Ausgewählte Beiträge dieser Tagung wurden veröffentlicht in: Harald Hagemann, Hagen Krämer (Hrsg.): Keynes 2.0 – Perspektiven einer modernen keynesianischen Wirtschaftstheorie und Wirtschaftspolitik, „Jahrbuch Ökonomie und Gesellschaft“, Band 23, Metropolis, Mai 2011, ISBN 978-3-89518-821-3.
Die Zeit berichtete im März 2007, dass der Gründer der deutschen Keynes-Gesellschaft Jürgen Kromphardt zusammen mit Stephanie Schneider die deutsche Übersetzung der Allgemeinen Theorie der Beschäftigung, des Zinses und des Geldes von Keynes unter Korrektur unzeitgemäßer Termini neu bearbeitet haben. Diese Ausgabe erschien 2006 bei Duncker & Humblot in Berlin.
Thomas Fricke, Chefvolkswirt der European Climate Foundation, schrieb am 18. Februar 2013 anlässlich der Verleihung des Preises für Wirtschaftspublizistik der Keynes-Gesellschaft in seinem Internetportal Wirtschaftswunder einen satirischen Artikel auf den Spar-Gesinnungseifer „engagierte(r) deutsche(r) Mainstream-Wirtschaftsdenker“.
Auch der Ernst Klett Verlag für Schulbücher verweist auf seiner Website mit Link-Empfehlungen zur Wirtschaftspolitik im internationalen Rahmen zum Teilbereich Wirtschaftspolitische Konzeptionen in der Diskussion an erster Stelle auf die Keynes-Gesellschaft, da sie „umfangreiche Informationen zu John Maynard Keynes, dem bedeutendsten Ökonom des 20. Jahrhunderts“ biete.
In der Zeitschrift Sozialismus.de empfiehlt am 15. August 2019 Michael Wendl der SPD zur Wiedererlangung wirtschaftspolitischer Kompetenz die Argumente und Analysen von Friedrich-Ebert-Stiftung und Hans-Böckler-Stiftung mit ihrem Institut für Makroökonomie und Konjunkturforschung (IMK) sowie der Keynes-Gesellschaft in deren Veröffentlichungen.